# ریوادیلا
ریوادیلا (به لاتین: Rıvadila) یک منطقه مسکونی در جمهوری آذربایجان است که در شهرستان آستارا و در دهیاری هاموشم واقع شده است.

## ریشه واژه
ری یا رو در زبان تالشی همان راه در فارسی است و دیلا به‌معنی جلوتر یا دورتر است و معنای کلی آن به‌صورت روستای دورتر است.